# UEFA-Pokal 1978/79
Der UEFA-Pokal 1978/79 war die 8. Auflage des Wettbewerbs und wurde von Borussia Mönchengladbach gewonnen. Damit war die Mannschaft bei der dritten Finalteilnahme zum zweiten Mal nach 1974/75 erfolgreich.
Erstmals qualifizierten sich gleich drei Vereine direkt über die DDR-Oberliga. Österreich und die Schweiz stellten unverändert jeweils zwei Teilnehmer.

## Modus
Es wurden insgesamt sechs Runden in Hin- und Rückspielen ausgetragen. Bei Torgleichstand entschied zunächst die Anzahl der Auswärts erzielten Tore, danach eine Verlängerung abschließend erst das Elfmeterschießen.

## 1. Runde
|                          | Gesamt          |                          | Hinspiel | Rückspiel |
| ------------------------ | --------------- | ------------------------ | -------- | --------- |
| ÍBV Vestmannaeyja        | (a)1:1(a)       | Glentoran FC             | 0:0      | 1:1       |
| Finn Harps               | 00:10           | FC Everton               | 0:5      | 0:5       |
| Standard Lüttich         | 1:0             | Dundee United            | 1:0      | 0:0       |
| Sporting Braga           | 7:3             | Hibernians Football Club | 5:0      | 2:3       |
| Jeunesse Esch            | 0:2             | Lausanne-Sports          | 0:0      | 0:2       |
| Dukla Prag               | 2:1             | Vicenza Calcio           | 1:0      | 1:1       |
| ZSKA Sofia               | 3:5             | FC Valencia              | 2:1      | 1:4       |
| Borussia Mönchengladbach | 7:2             | SK Sturm Graz            | 5:1      | 2:1       |
| FC Argeș Pitești         | 5:1             | Panathinaikos Athen      | 3:0      | 2:1       |
| Athletic Bilbao          | 2:3             | Ajax Amsterdam           | 2:0      | 0:3       |
| FC Nantes                | 0:2             | Benfica Lissabon         | 0:2      | 0:0       |
| Sporting Gijón           | 3:1             | Turin Calcio             | 3:0      | 0:1       |
| Galatasaray Istanbul     | 2:6             | West Bromwich Albion     | 1:3      | 1:3       |
| BFC Dynamo               | (a)6:6(a)       | Roter Stern Belgrad      | 5:2      | 1:4       |
| Kuopion PS               | 6:5             | B 1903 Kopenhagen        | 2:1      | 4:4       |
| FC Basel                 | 3:7             | VfB Stuttgart            | 2:3      | 1:4       |
| Torpedo Moskau           | 7:3             | Molde FK                 | 4:0      | 3:3       |
| IF Elfsborg              | 3:4             | Racing Straßburg         | 2:0      | 1:4       |
| MSV Duisburg             | 10:20           | Lech Posen               | 5:0      | 5:2       |
| Start Kristiansand       | 0:1             | Esbjerg fB               | 0:0      | 0:1       |
| FC Arsenal               | 7:1             | 1. FC Lokomotive Leipzig | 3:0      | 4:1       |
| FC Carl Zeiss Jena       | 3:2             | Lierse SK                | 1:0      | 2:2       |
| FC Twente Enschede       | 3:4             | Manchester City          | 1:1      | 2:3       |
| Hibernian Edinburgh      | 3:2             | IFK Norrköping           | 3:2      | 0:0       |
| FC Politehnica Timișoara | 3:2             | MTK-VM SK Budapest       | 2:0      | 1:2       |
| AC Mailand               | 1:1 (7:6 i. E.) | Lokomotíva Košice        | 1:0      | 0:1 n. V. |
| Dinamo Tiflis            | 3:1             | SSC Neapel               | 2:0      | 1:1       |
| Hajduk Split             | 3:2             | SK Rapid Wien            | 2:0      | 1:2       |
| Hertha BSC               | 2:1             | AFD Trakia Plowdiw       | 0:0      | 2:1       |
| Honvéd Budapest          | 8:2             | Adanaspor                | 6:0      | 2:2       |
| Olympiakos Piräus        | 3:4             | DFS Lewski-Spartak Sofia | 2:1      | 1:3 n. V. |
| Pezoporikos Larnaka      | 3:7             | Śląsk Wrocław            | 2:2      | 1:5       |

## 2. Runde
|                          | Gesamt    |                          | Hinspiel | Rückspiel |
| ------------------------ | --------- | ------------------------ | -------- | --------- |
| Benfica Lissabon         | 0:2       | Borussia Mönchengladbach | 0:0      | 0:2 n. V. |
| FC Everton               | (a)2:2(a) | Dukla Prag               | 2:1      | 0:1       |
| FC Argeș Pitești         | 4:6       | FC Valencia              | 2:1      | 2:5       |
| Ajax Amsterdam           | 5:0       | Lausanne-Sports          | 4:0      | 1:0       |
| Sporting Braga           | 0:3       | West Bromwich Albion     | 0:1      | 0:2       |
| Torpedo Moskau           | 2:3       | VfB Stuttgart            | 2:1      | 0:2       |
| Racing Straßburg         | 2:1       | Hibernian Edinburgh      | 2:0      | 0:1       |
| Sporting Gijón           | 1:2       | Roter Stern Belgrad      | 0:1      | 1:1       |
| FC Carl Zeiss Jena       | 0:3       | MSV Duisburg             | 0:0      | 0:3 n. V. |
| Kuopion PS               | 1:6       | Esbjerg fB               | 0:2      | 1:4       |
| Manchester City          | 4:2       | Standard Lüttich         | 4:0      | 0:2       |
| Honvéd Budapest          | 4:2       | FC Politehnica Timișoara | 4:0      | 0:2       |
| Hertha BSC               | 2:1       | Dinamo Tiflis            | 2:0      | 0:1       |
| Hajduk Split             | (a)2:2(a) | FC Arsenal               | 2:1      | 0:1       |
| DFS Lewski-Spartak Sofia | 1:4       | AC Mailand               | 1:1      | 0:3       |
| ÍBV Vestmannaeyja        | 1:4       | Śląsk Wrocław            | 1:2      | 0:2       |

## 3. Runde
|                          | Gesamt |                      | Hinspiel | Rückspiel |
| ------------------------ | ------ | -------------------- | -------- | --------- |
| Esbjerg fB               | 2:5    | Hertha BSC           | 2:1      | 0:4       |
| Honvéd Budapest          | 4:3    | Ajax Amsterdam       | 4:1      | 0:2       |
| FC Valencia              | 1:3    | West Bromwich Albion | 1:1      | 0:2       |
| Borussia Mönchengladbach | 5:3    | Śląsk Wrocław        | 1:1      | 4:2       |
| VfB Stuttgart            | 4:5    | Dukla Prag           | 4:1      | 0:4       |
| Roter Stern Belgrad      | 2:1    | FC Arsenal           | 1:0      | 1:1       |
| Racing Straßburg         | 0:4    | MSV Duisburg         | 0:0      | 0:4       |
| AC Mailand               | 2:5    | Manchester City      | 2:2      | 0:3       |

## Viertelfinale
|                     | Gesamt    |                          | Hinspiel | Rückspiel |
| ------------------- | --------- | ------------------------ | -------- | --------- |
| Honvéd Budapest     | (a)4:4(a) | MSV Duisburg             | 2:3      | 2:1       |
| Roter Stern Belgrad | 2:1       | West Bromwich Albion     | 1:0      | 1:1       |
| Hertha BSC          | 3:2       | Dukla Prag               | 1:1      | 2:1       |
| Manchester City     | 2:4       | Borussia Mönchengladbach | 1:1      | 1:3       |

## Halbfinale
|                     | Gesamt    |                          | Hinspiel | Rückspiel |
| ------------------- | --------- | ------------------------ | -------- | --------- |
| MSV Duisburg        | 3:6       | Borussia Mönchengladbach | 2:2      | 1:4       |
| Roter Stern Belgrad | (a)2:2(a) | Hertha BSC               | 1:0      | 1:2       |

## Finale

### Hinspiel
| Roter Stern Belgrad                          | Roter Stern Belgrad | Borussia Mönchengladbach | Borussia Mönchengladbach | Aufstellung                                                    |
| -------------------------------------------- | --- | --- | ------------------------ | -------------------------------------------------------------- |
| Roter Stern Belgrad                          | \| 9. Mai 1979 in Belgrad (Stadion Roter Stern) \| \| Ergebnis: 1:1 (1:0) \| \| Zuschauer: 87.000 \| \| Schiedsrichter: Ian Foote ( Schottland) \| | \| 9. Mai 1979 in Belgrad (Stadion Roter Stern) \| \| Ergebnis: 1:1 (1:0) \| \| Zuschauer: 87.000 \| \| Schiedsrichter: Ian Foote ( Schottland) \|                                                                                               | Borussia Mönchengladbach | Aufstellung Roter Stern Belgrad gegen Borussia Mönchengladbach |
| Roter Stern Belgrad                          | Aleksandar Stojanović – Nikola Jovanović, Dragan Miletović, Ivan Jurišić, Milan Jovin – Slavoljub Muslin (88. Zlatko Krmpotić), Vladimir Petrović, Cvijetin Blagojević, Nedeljko Milosavljević (88. Đorđe Milovanović) – Dušan Savić, Miloš Šestić Cheftrainer: Branko Stanković | Wolfgang Kneib – Berti Vogts , Wilfried Hannes, Frank Schäffer, Norbert Ringels – Winfried Schäfer, Christian Kulik, Carsten Nielsen (75. Dietmar Danner), Horst Wohlers (80. Rudi Gores) – Allan Simonsen, Ewald Lienen Cheftrainer: Udo Lattek | Borussia Mönchengladbach | Aufstellung Roter Stern Belgrad gegen Borussia Mönchengladbach |
| Roter Stern Belgrad                          | 1:0 Miloš Šestić (21.) | 1:1 Ivan Jurišić (60., Eigentor) | Borussia Mönchengladbach | Aufstellung Roter Stern Belgrad gegen Borussia Mönchengladbach |
| 9. Mai 1979 in Belgrad (Stadion Roter Stern) | | |                          |                                                                |
| Ergebnis: 1:1 (1:0)                          | | |                          |                                                                |
| Zuschauer: 87.000                            | | |                          |                                                                |
| Schiedsrichter: Ian Foote ( Schottland)      | | |                          |                                                                |

### Rückspiel
| Borussia Mönchengladbach                      | Borussia Mönchengladbach | Roter Stern Belgrad | Roter Stern Belgrad | Aufstellung                                                    |
| --------------------------------------------- | --- | --- | ------------------- | -------------------------------------------------------------- |
| Borussia Mönchengladbach                      | \| 23. Mai 1979 in Düsseldorf (Rheinstadion) \| \| Ergebnis: 1:0 (1:0) \| \| Zuschauer: 45.000 \| \| Schiedsrichter: Alberto Michelotti ( Italien) \|                                                                    | \| 23. Mai 1979 in Düsseldorf (Rheinstadion) \| \| Ergebnis: 1:0 (1:0) \| \| Zuschauer: 45.000 \| \| Schiedsrichter: Alberto Michelotti ( Italien) \| | Roter Stern Belgrad | Aufstellung Borussia Mönchengladbach gegen Roter Stern Belgrad |
| Borussia Mönchengladbach                      | Wolfgang Kneib – Berti Vogts , Norbert Ringels, Frank Schäffer – Winfried Schäfer, Wilfried Hannes, Christian Kulik (59. Horst Köppel), Rudi Gores, Horst Wohlers – Allan Simonsen, Ewald Lienen Cheftrainer: Udo Lattek | Aleksandar Stojanović – Nikola Jovanović, Dragan Miletović, Ivan Jurišić, Milan Jovin – Slavoljub Muslin, Vladimir Petrović, Cvijetin Blagojević, Đorđe Milovanović (46. Miloš Šestić) – Dušan Savić, Nedeljko Milosavljević Cheftrainer: Branko Stanković | Roter Stern Belgrad | Aufstellung Borussia Mönchengladbach gegen Roter Stern Belgrad |
| Borussia Mönchengladbach                      | 1:0 Allan Simonsen (15., Foulelfmeter) | | Roter Stern Belgrad | Aufstellung Borussia Mönchengladbach gegen Roter Stern Belgrad |
| 23. Mai 1979 in Düsseldorf (Rheinstadion)     | | |                     |                                                                |
| Ergebnis: 1:0 (1:0)                           | | |                     |                                                                |
| Zuschauer: 45.000                             | | |                     |                                                                |
| Schiedsrichter: Alberto Michelotti ( Italien) | | |                     |                                                                |

## Beste Torschützen
| Rang | Spieler           | Klub                     | Tore |
| ---- | ----------------- | ------------------------ | ---- |
| 1    | Allan Simonsen    | Borussia Mönchengladbach | 9    |
| 2    | Ronald Worm       | MSV Duisburg             | 8    |
| 3    | István Weimper    | Honvéd Budapest          | 6    |
|      | Ray Clarke        | Ajax Amsterdam           | 6    |
|      | Jürgen Milewski   | Hertha BSC               | 6    |
|      | Dušan Savić       | Roter Stern Belgrad      | 6    |
| 7    | Bernardo Gordo    | Sporting Braga           | 5    |
|      | Brian Kidd        | Manchester City          | 5    |
|      | Hans-Günter Bruns | Borussia Mönchengladbach | 5    |

## Eingesetzte Spieler Borussia Mönchengladbach
| Borussia Mönchengladbach | |
| Borussia Mönchengladbach | - Tor: Wolfgang Kneib (12/-) - Abwehr: Frank Schäffer (12/-); Horst Wohlers (10/-); Norbert Ringels (8/-); Wilfried Hannes (7/-); Hans Klinkhammer (4/1); Helmut Dudek (4/-); Berti Vogts (3/-) - Mittelfeld: Christian Kulik (10/3); Winfried Schäfer (10/-); Hans-Günter Bruns (9/5); Carsten Nielsen (9/2); Dietmar Danner (4/-); Horst Köppel (2/-) - Sturm: Ewald Lienen (11/2); Allan Simonsen (10/9); Rudi Gores (9/1); Karl Del’Haye (6/1); Klaus Amrath (4/-); Helmut Lausen (3/1); Steen Thychosen (2/-) - Trainer: Udo Lattek |